# Ireneusz Skubis
Ireneusz Skubis (ur. 7 czerwca 1946 w Witeradowie, zm. 23 marca 2023 w Warszawie) – polski polityk, nauczyciel i samorządowiec, poseł na Sejm X i II kadencji.

## Życiorys

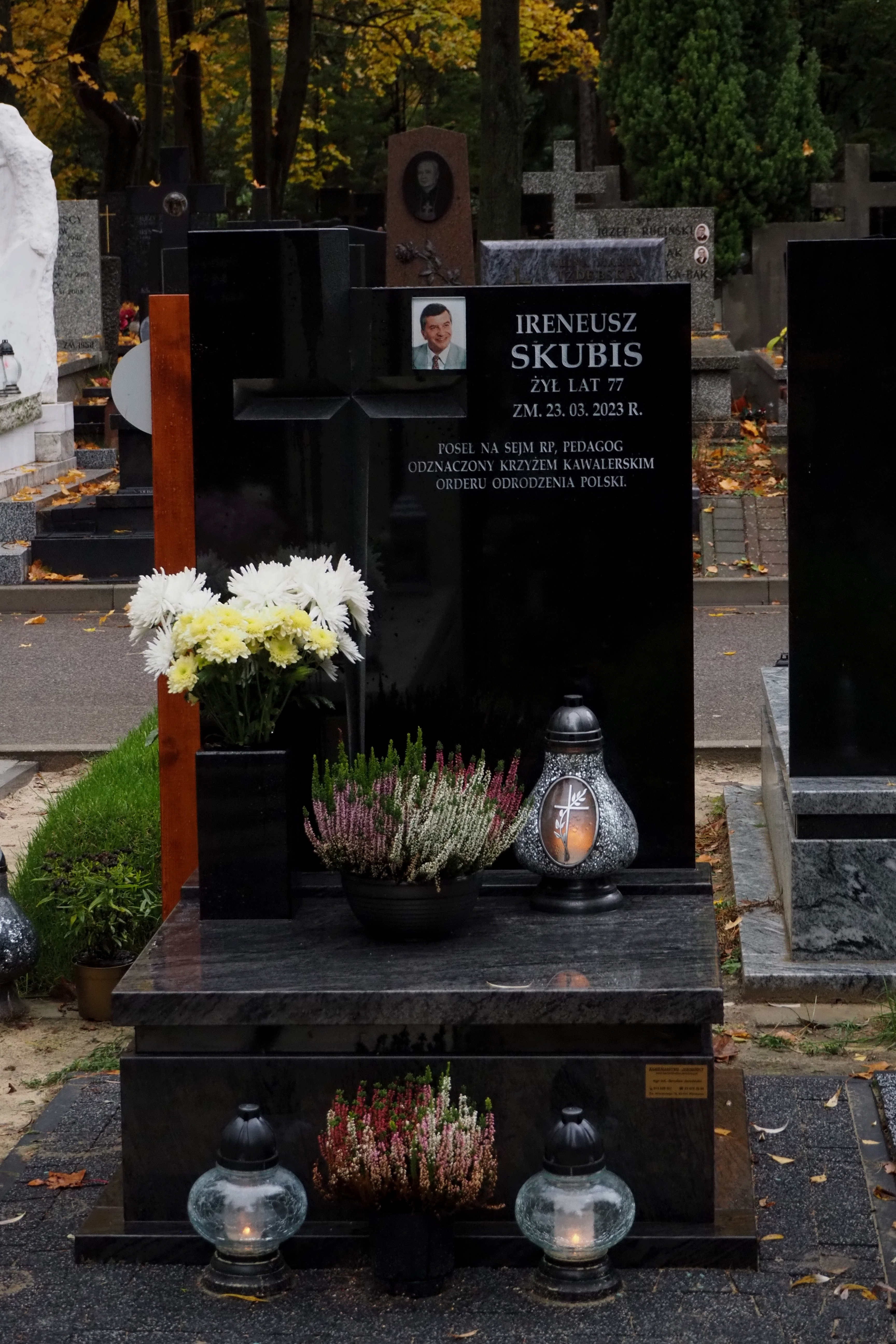
Grób Ireneusza Skubisa na cmentarzu Wojskowym na Powązkach w Warszawie

Syn Jan i Marii. Ukończył studia na Wydziale Ogrodniczym Akademii Rolniczej w Krakowie (1976) i na Wydziale Ekonomiczno-Rolnym Szkoły Głównej Gospodarstwa Wiejskiego w Warszawie (1979). Pracował jako doradca metodyczny i nauczyciel przedmiotów zawodowych. Od 1984 do 1988 pełnił funkcję dyrektora Zespołu Szkół Rolniczych w Złotym Potoku.
Od 1969 należał do Zjednoczonego Stronnictwa Ludowego. W latach 1982–1983 był sekretarzem wojewódzkiego komitetu ZSL w Częstochowie. Był zastępcą przewodniczącego Wojewódzkiej Rady Narodowej w Częstochowie. W 1989 uzyskał mandat posła na Sejm X kadencji z okręgu lublinieckiego. Przystąpił do Polskiego Stronnictwa Ludowego „Odrodzenie” i następnie do Polskiego Stronnictwa Ludowego. W 1993 otrzymał mandat poselski na Sejm II kadencji z okręgu częstochowskiego. W latach 1998–2002 był radnym Sejmiku Województwa Śląskiego I kadencji, w latach 2002–2004 wykonywał funkcję starosty częstochowskiego. Z funkcji tej odwołany w połowie kadencji po oskarżeniu przez tłumaczkę o rzekome składanie propozycji o charakterze seksualnym podczas podróży służbowej, nie przedstawiono mu w tej sprawie zarzutów. Na emeryturze przeprowadził się wraz z żoną do Warszawy.
Zasiadał we władzach krajowych PSL. Wieloletni prezes powiatowej organizacji Ochotniczej Straży Pożarnej. Był przewodniczącym Stowarzyszenia Parlamentarzystów Ruchu Ludowego.
Został pochowany na cmentarzu Wojskowym na Powązkach.

## Odznaczenia
- Krzyż Kawalerski Orderu Odrodzenia Polski (1999)[5]
- Złoty Krzyż Zasługi (1984)
- Srebrny Krzyż Zasługi (1979)
- Medal 40-lecia Polski Ludowej